# Erbbaurecht
Das Erbbaurecht (lateinisch superficies) ist in Deutschland das dingliche Recht, meist gegen Zahlung eines regelmäßigen sogenannten Erbbauzinses, auf einem Grundstück ein Bauwerk zu errichten oder zu unterhalten (§ 1 Abs. 1 ErbbauRG). Aus der Sicht des Eigentümers des Grundstücks, des Erbbaurechtsgebers, ist das Erbbaurecht ein beschränktes dingliches Recht, das auf seinem Grundstück lastet.
In Nordfriesland existiert bis in die Gegenwart eine besondere Form des Erbbaurechts, das Stavenrecht.
Im Unterschied zum Erbbaurecht bezieht sich der Begriff „Erbpacht“ (altgriechisch emphyteusis) im ursprünglichen Sinne auf ein zeitlich unbegrenztes Nutzungsrecht an landwirtschaftlich genutzten Flächen. Diese historische Form der Landbewirtschaftung ist in Deutschland gesetzlich nicht mehr zulässig. Fälschlicherweise wird stattdessen das Erbbaurecht an Baugrundstücken in Medien mitunter als „Erbpacht“ bezeichnet.

## Inhalt
Das Erbbaurecht wird begründet durch einen Erbbaurechtsvertrag zwischen Erbbauberechtigtem (superficiarius) und Grundstückseigentümer (dominus soli) und anschließender Eintragung ins Grundbuch. Das Erbbaurecht wird selbst wie ein Grundstück behandelt (sogenanntes grundstücksgleiches Recht).
Das Erbbaurecht kann wie ein Grundstück veräußert, vererbt und belastet werden, beispielsweise mit Grundpfandrechten (Grundschuld und Hypothek). Es wird deshalb in ein eigenes Grundbuchblatt eingetragen, das sogenannte Erbbaugrundbuch (siehe Abschnitt Grundbücher). Verfügungen über das Erbbaurecht wie z. B. Veräußerungen, Belastungen und bauliche Erweiterungen bedürfen der Zustimmung des Grundeigentümers, wenn dies im Erbbaurechtsvertrag vereinbart ist (§ 5 ErbbauRG).
Die gesetzliche Grundlage für das Erbbaurecht ist in Deutschland das Gesetz über das Erbbaurecht (Erbbaurechtsgesetz) vom 15. Januar 1919 in der jeweils gültigen Fassung. Mit Wirkung vom 30. November 2007 wurde die Erbbaurechtsverordnung (ErbbauVO) umbenannt in Erbbaurechtsgesetz (ErbbauRG). Inhaltliche Änderungen waren mit dieser Umbenennung nicht verbunden.
Das Erbbaurecht erlischt durch Ablauf der vereinbarten Zeit. Errichtete Gebäude müssen nicht nach Ablauf der vereinbarten Zeit vom Grundstück entfernt werden; der Erbbauberechtigte erhält vielmehr grundsätzlich eine Vergütung für den Gebäudewert (§ 27 ErbbauRG).
Ein aufgrund eines Erbbaurechts errichtetes Bauwerk gilt als wesentlicher Bestandteil des Erbbaurechts („Akzessorietät“) und nicht des Grundstücks (§ 12 Abs. 1 S. 1 ErbbauRG). Eigentümer des Bauwerks ist somit der Erbbauberechtigte und nicht der Grundstückseigentümer. Erlischt das Erbbaurecht, so wird das Bauwerk zum wesentlichen Bestandteil des Grundstücks, d. h., dass jetzt der Grundstückseigentümer zum Eigentümer des Bauwerks wird.
Da ein Bauwerk gemäß § 94 BGB als wesentlicher Bestandteil des Grundstücks gilt, erstreckt sich das Eigentum am Grundstück im Regelfalle auch auf das Bauwerk. Das Erbbaurecht führt jedoch zu einem Auseinanderfallen des Eigentums am Grundstück und dem darauf befindlichen Bauwerk und damit zu einer Ausnahme von dieser Regel.

## Grundbücher
Das Erbbaurecht wird in zwei Grundbüchern dokumentiert: im Grundbuch des belasteten Grundstücks (Grundstücksgrundbuch) als Belastung in Abteilung II sowie in dem von Amts wegen für das Erbbaurecht als grundstücksgleichem Recht anzulegenden besonderen Erbbaugrundbuch (§§ 14 ff. ErbbauRG).
Im Grundstücksgrundbuch wird das Erbbaurecht in Abteilung II eingetragen. Es kann ausschließlich zur ersten Rangstelle bestellt werden; der Rang kann auch nicht geändert werden. Damit soll sichergestellt werden, dass das Erbbaurecht bei einer Zwangsversteigerung des Grundstücks jedenfalls fortbesteht. Trotzdem ist ein Abweichen von dem Erfordernis der ersten Rangstelle nach landesrechtlichen Vorschriften (§ 10 Absatz 2 ErbbauRG) möglich, wenn vorgehende Rechte den Bestand des Erbbaurechtes nicht gefährden; diese Nichtgefährdung muss in der Regel durch ein Unschädlichkeitszeugnis nachgewiesen werden.
Das Erbbaugrundbuch wird separat angelegt. Es ist wie ein normales Grundbuch aufgebaut. Im Bestandsverzeichnis werden der Erbbauvertrag, das belastete Grundstück und der Grundstückseigentümer benannt. In Abteilung I wird der Erbbauberechtigte benannt. In Abteilung II werden der Erbbauzins und sonstige Rechte und Belastungen mit Ausnahme der Grundpfandrechte eingetragen. Abteilung III bleibt den Grundpfandrechten, die auf dem Erbbaurecht lasten, vorbehalten.

## Gründe
Die Einführung des Erbbaurechts sollte den Wohnungsbau fördern, indem einerseits finanziell schwächeren Bevölkerungsschichten die Möglichkeit zum Bauen gegeben werden sollte, andererseits ein Instrument zur Bekämpfung von Bodenspekulationen geschaffen wurde.
In der Praxis wird das Erbbaurecht in Deutschland meist von Eigentümern größerer Grundstücksflächen verwendet, um die Bebaubarkeit von Grundstücken wirtschaftlich auszunutzen und dennoch ihr Grundvermögen dauerhaft zu erhalten. Erbbaurechte werden daher vor allem von Kommunen, Kirchen und Stiftungen, seltener von Privatpersonen (insbesondere Adelshäusern) und Unternehmen vergeben. Grundsätzlich ist aber jeder Grundstückseigentümer berechtigt, ein Erbbaurecht zu bestellen. Mit dem Erbbaurecht kann ein Zurückhalten des Grundstücks vom Markt zur Bodenspekulation ausgeschlossen werden, da der Erbbauberechtigte vertraglich zur Bebauung des Grundstücks verpflichtet wird. Gelegentlich wird dem Erbbauberechtigten auch ein Vorkaufsrecht gemäß §§ 1094 ff. BGB für das Grundstück eingeräumt.
Städte und Gemeinden vergeben Erbbaurechte gelegentlich an gemeinnützige Vereine (Sportvereine usw.), um die Möglichkeit des Baus eines Vereinsheims zu schaffen, ohne dass der Verein das finanzielle Risiko der Grundstücksfinanzierung eingehen muss.
Vor dem Hintergrund deutlich ansteigender Grundstückspreise und zwecks Förderung und Erhaltung preisgünstiger Wohnungen vor allem in den Städten und Ballungsräumen erlebt das Instrument Erbbaurecht in Deutschland seit etwa dem Jahr 2018/2019 eine Renaissance: Städte und Gemeinden, aber auch Bund und Länder, denken – nicht zuletzt aufgrund entsprechenden Drucks aus der Zivilgesellschaft – wieder mehr über Grundstücksvergaben im Erbbaurecht nach oder praktizieren diese bereits wieder verstärkt.
Das Erbbaurecht bietet dem Grundstückseigentümer die Möglichkeit, dem Erbbauberechtigten aufzuerlegen, in welchem Umfang der Erbbauberechtigte sein Recht ausüben kann. Etwa kann eine Gemeinde dem Sportverein auferlegen, das Vereinsheim nur als solches zu nutzen. Anderenfalls handelt der Sportverein vertragswidrig und muss, sofern dies vereinbart wurde, das Erbbaurecht wieder an die Gemeinde rückübertragen (sog. Heimfall).

## Erbbauzins
Der Erbbaurechtgeber erhält dafür, dass er seinen Boden dem Erbbauberechtigten zur Verfügung stellt, den Erbbauzins (lat. salarium); das ist ein Entgelt in der Form einer regelmäßigen Leistung (§ 9 Abs. 1 ErbbauRG). Durch Eintragung als Erbbauzinsreallast im Erbbaugrundbuch (Reallast Abt. II) erhält der Erbbauzins dingliche Wirkung. In der Regel wird als Erbbauzins ein Prozentsatz des aktuellen Bodenwerts zu Beginn der Laufzeit festgelegt.
Vor dem 1. Oktober 1994 (Inkrafttreten des Sachenrechtsänderungsgesetzes) musste der dingliche Erbbauzins für die ganze Laufzeit des Erbbaurechts im Voraus bestimmt sein. Eine Erhöhung des Erbbauzinses konnte nur über schuldrechtliche Wertsicherungsvereinbarungen erreicht werden, wobei der Erhöhungsanspruch im Grundbuch durch Vormerkung gesichert werden konnte. Seit 1. Oktober 1994 kann eine Anpassungsklausel zum Inhalt der dinglichen Erbbauzinsreallast gemacht werden. Erbbaurechte ohne Anpassungsklausel können nach der Rechtsprechung des Bundesgerichtshofs bei einem Kaufkraftschwund von mehr als 60 % wegen Wegfalls der Geschäftsgrundlage angepasst werden. Maßgebend war bis Dezember 1999 der Lebenshaltungskostenindex für einen Vier-Personen-Arbeitnehmer-Haushalt mit mittlerem Einkommen; seitdem ist der Verbraucherpreisindex maßgebend. Infolge dieser Umstellung ist bei der Berechnung der Verkettungsmonat zu berücksichtigen. Ist der Preisindex für 2005 z. B. 108,3 und der für das Jahr des Erbbaurechtsvertrages 1965 z. B. 33,7, errechnet sich ein Kaufkraftschwund von 221,37 % = (108,3 / 33,7 − 1) × 100 %. Da der Kaufkraftschwund größer als 60 % ist, kann eine Anpassung des Erbbauzinses verlangt werden. Hier wäre nach der Rechtsprechung des BGH eine Erhöhung um 379,51 % vorzunehmen. Die Verjährung sowohl des dinglichen als auch eines möglichen schuldrechtlichen Anspruchs auf Zahlung von Erbbauzinsen richtet sich nach § 195 BGB und beträgt damit drei Jahre.

## Laufzeiten
Die Laufzeit eines Erbbaurechtsvertrages ist zwischen dem Erbbaurechtsgeber und Erbbaurechtsnehmer frei verhandelbar. Eine übliche Laufzeit beträgt 99 Jahre. Das Erbbaurecht kann veräußert und – wie der Begriff sagt – vererbt werden, da es sich um ein grundstücksgleiches Recht handelt. Veräußerungen, Belastungen und bauliche Erweiterungen bedürfen der Zustimmung des Grundeigentümers.
Das Erbbaurecht erlischt durch Ablauf der Zeit, für das es bestellt wurde. Hiernach ist der Erbbaurechtsgeber nach Maßgabe der Vereinbarungen im Erbbaurechtsvertrag verpflichtet, dem Erbbaurechtsnehmer eine angemessene Entschädigung für Bebauungen des Grundstücks zu leisten; vorausgesetzt, der Verkehrswert des Grundstückes hat sich durch die Bebauung des Erbbaurechtsnehmers erhöht (in der Regel ist eine Entschädigung in Höhe von zwei Drittel des Verkehrswertes zu leisten). Endet der Erbbaurechtsvertrag mit Zeitablauf und der Erbbaurechtsgeber ist nicht in der Lage oder Willens, eine solche Entschädigung zu leisten, so muss er dem Erbbaurechtsnehmer die Möglichkeit einräumen, den Erbbaurechtsvertrag zu verlängern. In diesem Fall wird keine Entschädigung seitens des Erbbaurechtsgebers fällig. Widerspricht der Erbbaurechtsnehmer dieser Möglichkeit zur Verlängerung des Erbbaurechtsvertrages, so ist der Erbbaurechtsgeber von der Verpflichtung auf eine angemessene Entschädigung befreit, vgl. hierzu insgesamt § 27 ErbbauRG.
Wurde im Erbbaurechtsvertrag gemäß § 2 Ziffer 2 die Verpflichtung des Erbbauberechtigten begründet, das Erbbaurecht beim Eintreten bestimmter Voraussetzungen auf den Grundstückseigentümer zu übertragen, führt die Ausübung dieses Rechts durch den Grundstückseigentümer nicht zum Erlöschen des Erbbaurechts, vielmehr erwirbt der Grundstückseigentümer das Erbbaurecht. Hiernach erhält er eine doppelte Rechtsstellung: Er ist Eigentümer des Grundstücks und Erbbauberechtigter, es entsteht ein sog. Eigentümer-Erbbaurecht.

## Aufteilung und Vereinigung
Entsprechend § 1 Abs. 1 ErbbauRG können Grundstücke nur im Ganzen mit einem Erbbaurecht belastet werden. Es gibt jedoch mehrere Möglichkeiten Grundstücke bzw. Erbbaurechte aufzuteilen oder zu vereinigen.

### Aufteilung gemäß WEG
Eine Aufteilung im Wohnungserbbaurecht ist möglich. Es wird analog zur Begründung von Wohnungseigentum für jede Wohnungseigentumseinheit ein gesondertes Grundbuchblatt angelegt. Rechtlich ist die Aufteilung analog zum Volleigentum gemäß § 30 Wohnungseigentumsgesetz (WEG) geregelt. Das Wohnungserbbaurecht unterscheidet sich von separaten Untererbbaurechten, da eine Aufteilung in Gemeinschafts- und Sondereigentum vorgenommen wird.

### Untererbbaurecht
Belastungsgegenstand ist hier kein Grundstück, sondern ein Erbbaurecht (Obererbbaurecht.)

### Gesamterbbaurecht
Dies ist ein einheitliches Erbbaurecht auf mehreren selbständigen Grundstücken.

### Nachbarerbbaurecht
Hierbei soll ein Gebäude auf mehreren Grundstücken errichtet werden. Anders als beim Gesamterbbaurecht werden an jedem betroffenen Grundstück einzelne Erbbaurechte bestellt. Die rechtliche Zulässigkeit des Nachbarerbbaurechts wird kontrovers diskutiert.

## Bewertung

### Verkehrswertermittlung
Modelle zur Verkehrswertermittlung von Erbbaurechten ergeben sich aus der Immobilienwertermittlungsverordnung vom 14. Juli 2021. Diese sieht zwei Arten des Vergleichswertverfahrens vor:
1. unmittelbares Vergleichswertverfahren (§ 49 Abs. 1 Nummer 1 ImmoWertV 2021) 
 Das unmittelbare Vergleichswertverfahren basiert auf der Auswertung von Vergleichspreisen für veräußerte Erbbaurechte.
2. mittelbares Vergleichswertverfahren (§ 49 Abs. 1 Nummern 2 und 3 ImmoWertV 2021) 
 Bei dem mittelbaren Vergleichswertverfahren kann der Wert durch Umrechnung eines Ausgangswerts ermittelt werden. Dabei kommen zwei Ausgangswerte in Betracht:
  1. der finanzmathematische Wert i. S. d. § 50 ImmoWertV 2021 
 Das Verfahren greift Ideen des Münchner Verfahrens i. S. d. § 21 BelWertV auf.
  2. der Wert des fiktiven Volleigentums 
 Der Wert des fiktiven Volleigentums ist der Wert des fiktiv unbelasteten Grundstücks, der dem marktangepassten vorläufigen Vergleichs-, Ertrags- oder Sachwert ohne Berücksichtigung von besonderen objektspezifischen Grundstücksmerkmalen entspricht. Durch die Verwendung des Begriffs „fiktiv“ soll zum Ausdruck gebracht werden, dass für den Erbbaurechtsinhaber das Volleigentum am Grundstück fingiert werden soll.

Sämtliche Wertermittlungsverfahren der ImmoWertV 2021 folgen dem zu § 6 Abs. 3 ImmoWertV 2021 beschriebenen Ablaufschema mit festgelegten Verfahrensschritten, in die auch die Wertermittlungsverfahren der Erbbaurechte/Erbbaugrundstücke eingebettet wurden (vgl. Tabelle 1, linke Spalte).
Da der Wert des fiktiven Volleigentums (als Ausgangswert für das mittelbare Vergleichswertverfahren) durch die in Teil 3 beschriebenen Wertermittlungsverfahren zu ermitteln ist, sind die sich aus dem Ertragswert-, Sachwert- bzw. Vergleichswertverfahren ergebenden Änderungen der ImmoWertV 2021 zu beachten.
Mit § 48 ImmoWertV 2021 wird ausdrücklich klargestellt, dass die Verkehrswertermittlung auch auf andere Weise als in §§ 49-52 ImmoWertV dargestellt, erfolgen kann.[1] Auch die Aufzählung der drei Arten des Vergleichswertverfahrens (§ 49 ImmoWertV 2021, § 51 ImmoWertV 2021) ist nicht abschließend.[2]
Tabelle 1: Vergleichswertverfahren i. S. d. §§ 49-50 ImmoWertV 2021 (Erbbaurecht)
| Allgemeine Verfahrensschritte (§ 6 Abs. 3 ImmoWertV) | Allgemeine Verfahrensschritte (§ 6 Abs. 3 ImmoWertV)                      | Vergleichswertverfahren i. S. d. § 49 Abs. 1 Nummer 1 ImmoWertV 2021 (unmittelbares Vergleichswertverfahren) | Vergleichswertverfahren i. S. d. § 49 Abs. 1 Nummer 1 ImmoWertV 2021 (unmittelbares Vergleichswertverfahren) | Vergleichswertverfahren i. S. d. § 49 Abs. 1 Nummer 1 ImmoWertV 2021 (unmittelbares Vergleichswertverfahren) | Vergleichswertverfahren i. S. d. § 49 Abs. 1 Nummer 2 ImmoWertV 2021 (mittelbares Vergleichswertverfahren)        | Vergleichswertverfahren i. S. d. § 49 Abs. 1 Nummer 2 ImmoWertV 2021 (mittelbares Vergleichswertverfahren)                        | Vergleichswertverfahren i. S. d. § 49 Abs. 1 Nummer 3 ImmoWertV 2021 (mittelbares Vergleichswertverfahren) | Vergleichswertverfahren i. S. d. § 49 Abs. 1 Nummer 3 ImmoWertV 2021 (mittelbares Vergleichswertverfahren)                              |
|                                                      | Ausgangswert                                                              | Vergleichspreise für veräußerte Erbbaurechte (statistische Auswertung)                                       | Vergleichspreise für veräußerte Erbbaurechte (statistische Auswertung)                                       | Vergleichspreise für veräußerte Erbbaurechte (statistische Auswertung)                                       | | marktangepasster vorläufiger Ertrags-, Sach- oder Vergleichswert des fiktiven Volleigentums i. S. d. § 49 Abs. 1 Satz 2 ImmoWertV | | Wert des fiktiven Volleigentums (marktangepasster, vorläufiger Vergleichs-, Ertrags- oder Sachwert des fiktiv unbelasteten Grundstücks) |
| -                                                    | Ausgangswert                                                              | Vergleichspreise für veräußerte Erbbaurechte (statistische Auswertung)                                       | Vergleichspreise für veräußerte Erbbaurechte (statistische Auswertung)                                       | Vergleichspreise für veräußerte Erbbaurechte (statistische Auswertung)                                       | Bodenwert des fiktiv unbelasteten Grundstücks                                                                     | | | Wert des fiktiven Volleigentums (marktangepasster, vorläufiger Vergleichs-, Ertrags- oder Sachwert des fiktiv unbelasteten Grundstücks) |
| ±                                                    | Ausgangswert                                                              | Vergleichspreise für veräußerte Erbbaurechte (statistische Auswertung)                                       | Vergleichspreise für veräußerte Erbbaurechte (statistische Auswertung)                                       | Vergleichspreise für veräußerte Erbbaurechte (statistische Auswertung)                                       | Berücksichtigung der über die Restlaufzeit kapitalisierten Differenz aus angemessenem und erzielbaren Erbbauzins* | | | Wert des fiktiven Volleigentums (marktangepasster, vorläufiger Vergleichs-, Ertrags- oder Sachwert des fiktiv unbelasteten Grundstücks) |
| -                                                    | Ausgangswert                                                              | Vergleichspreise für veräußerte Erbbaurechte (statistische Auswertung)                                       | Vergleichspreise für veräußerte Erbbaurechte (statistische Auswertung)                                       | Vergleichspreise für veräußerte Erbbaurechte (statistische Auswertung)                                       | abgezinster, nicht zu entschädigender Wertanteil der baulichen Anlagen (ggf.)                                     | | | Wert des fiktiven Volleigentums (marktangepasster, vorläufiger Vergleichs-, Ertrags- oder Sachwert des fiktiv unbelasteten Grundstücks) |
| =                                                    | Ausgangswert                                                              | Vergleichspreise für veräußerte Erbbaurechte (statistische Auswertung)                                       | Vergleichspreise für veräußerte Erbbaurechte (statistische Auswertung)                                       | Vergleichspreise für veräußerte Erbbaurechte (statistische Auswertung)                                       | finanzmathematischer Wert (§ 50 ImmoWertV)                                                                        | | | Wert des fiktiven Volleigentums (marktangepasster, vorläufiger Vergleichs-, Ertrags- oder Sachwert des fiktiv unbelasteten Grundstücks) |
| x                                                    | Berücksichtigung Marktlage                                                | --- | --- | --- | x | objektspezifisch angepasster Erbbaurechtsfaktor (§ 22 ImmoWertV)                                                                  | x | objektspezifisch angepasster Erbbaurechtskoeffizient (§ 23 ImmoWertV)                                                                   |
|                                                      |                                                                           | | | | | | | |
| =                                                    | vorläufiger Verfahrenswert (§ 7 ImmoWertV)                                | = | = | vorläufiger Vergleichswert des Erbbaurechts                                                                  | vorläufiger Vergleichswert des Erbbaurechts                                                                       | vorläufiger Vergleichswert des Erbbaurechts                                                                                       | vorläufiger Vergleichswert des Erbbaurechts                                                                | vorläufiger Vergleichswert des Erbbaurechts                                                                                             |
| ±                                                    | Marktanpassung (ggf.)                                                     | ± | ± | Zu-/Abschläge für weitere Marktanpassung (ggf.)                                                              | Zu-/Abschläge für weitere Marktanpassung (ggf.)                                                                   | Zu-/Abschläge für weitere Marktanpassung (ggf.)                                                                                   | Zu-/Abschläge für weitere Marktanpassung (ggf.)                                                            | Zu-/Abschläge für weitere Marktanpassung (ggf.)                                                                                         |
| =                                                    | marktangepasster vorläufiger Verfahrenswert (§ 8 Abs. 2 ImmoWertV)        | = | = | marktangepasster vorläufiger Vergleichswert des Erbbaurechts                                                 | marktangepasster vorläufiger Vergleichswert des Erbbaurechts                                                      | marktangepasster vorläufiger Vergleichswert des Erbbaurechts                                                                      | marktangepasster vorläufiger Vergleichswert des Erbbaurechts                                               | marktangepasster vorläufiger Vergleichswert des Erbbaurechts                                                                            |
| ±                                                    | Berücksichtigung besonderer objektspezifischer Grundstücksmerkmale (ggf.) | ± | ± | Zu-/Abschläge für besondere objektspezifische Grundstücksmerkmale (ggf.)                                     | Zu-/Abschläge für besondere objektspezifische Grundstücksmerkmale (ggf.)                                          | Zu-/Abschläge für besondere objektspezifische Grundstücksmerkmale (ggf.)                                                          | Zu-/Abschläge für besondere objektspezifische Grundstücksmerkmale (ggf.)                                   | Zu-/Abschläge für besondere objektspezifische Grundstücksmerkmale (ggf.)                                                                |
| =                                                    | Verfahrenswert (§ 8 Abs. 3 ImmoWertV)                                     | = | Vergleichswert des Erbbaurechts                                                                              | Vergleichswert des Erbbaurechts                                                                              | Vergleichswert des Erbbaurechts                                                                                   | Vergleichswert des Erbbaurechts                                                                                                   | Vergleichswert des Erbbaurechts                                                                            | Vergleichswert des Erbbaurechts |
|                                                      |                                                                           | | | | | | | |

* ausnahmsweise aus der Differenz aus dem jeweils über die Restlaufzeit des Erbbaurechts kapitalisierten angemessenen und erzielbaren Erbbauzins
[1] § 48 Satz 2 und Satz 3 ImmoWertV: „Der Verkehrswert des Erbbaurechts [bzw. des Erbbaugrundstücks] kann im Vergleichswertverfahren (…) oder auf andere geeignete Weise ermittelt werden.“
[2] § 49 ImmoWertV: „Im Vergleichswertverfahren kann der Wert des Erbbaurechts insbesondere ermittelt werden…“

### Beleihungswertermittlung
Erbbaurechte sind grundstücksgleiche Rechte und können als solche auch beliehen werden. Die Grenzen waren bis zum Jahre 2005 in § 21 ErbbauVO a.F. wie folgt geregelt: „Erbbaurechte können nach Maßgabe des § 11 und 12 des Hypothekenbankgesetzes von Hypothekenbanken beliehen werden, wenn eine dem § 20 Abs. 1 Nr. 3 und 4 ErbbauRG entsprechende Tilgung vereinbart wird.“ Durch die Neuordnung des Pfandbriefrechtes und dem damit verbundenen Wegfall des Hypothekenbankgesetzes wurde dieser Passus allerdings geändert („Erbbaurechte können nach Maßgabe des § 54 des Versicherungsaufsichtsgesetzes von Versicherungsunternehmen beliehen werden, wenn eine dem § 20 Abs. 1 Nr. 3 und 4 ErbbauRG entsprechende Tilgung vereinbart wird.“). Nach § 20 Abs. 1 Nr. 3 und 4 ErbbauRG  und § 13 Abs. 2 PfandBG dürfen Erbbaurechte demnach dann beliehen werden, wenn die Tilgung des Darlehens spätestens 10 Jahre vor Ablauf des Erbbaurechtes erfolgt. Weiterhin muss gewährleistet sein, dass die planmäßige Tilgung des Darlehens nicht die buchmäßige Abschreibung des Bauwerkes nach wirtschaftlichen Gesichtspunkten überschreitet.
Die Bewertung erfolgt in neuerer Zeit in der Regel nach dem in den Wertermittlungsrichtlinien beschriebenen Verfahren. Dabei wird das Erbbaurecht zunächst nach dem Sachwertverfahren oder dem Ertragswertverfahren wie Volleigentum bewertet, d. h., das Grundstück und das Gebäude werden so bewertet, als gäbe es kein Erbbaurecht.
Von dem so ermittelten Wert werden dann folgende Beträge abgezogen:
1. Der auf den Wertermittlungsstichtag abgezinste Bodenwert am Ende des Erbbaurechts.
2. Der auf den Wertermittlungsstichtag abgezinste Wert des Gebäudes, soweit er nicht durch den Erbbaugeber entschädigt wird, ermittelt nach dem Ertragswertverfahren.
3. Ein Wertabschlag in Höhe von 5 % bis 15 % des Beleihungswerts des Volleigentums oder 10 % bis 50 % des Bodenwerts für die allgemeinen Nachteile und Behinderungen, die das Erbbaurecht gegenüber dem Volleigentum mit sich bringt. Diese Nachteile und Behinderungen müssen anhand des Erbbauvertrages im Einzelnen abgeschätzt und berücksichtigt werden, es können daher auch höhere Abschläge gemacht werden.

Man erhält auf diese Weise den Beleihungswert des erbbauzinsfreien Erbbaurechts, d. h. den Wert bei einem (fiktiven) Erbbauzins von 0 %. Da in der Regel jedoch ein Erbbauzins vereinbart wird, muss auch dieser in der Wertermittlung angemessen berücksichtigt werden. Dazu wird zunächst der Barwert des Erbbauzinses (Erbbauzinsreallast) berechnet.
Je nach vertraglicher Vereinbarung im Erbbaurechtsvertrag können nun verschiedene Fälle eintreten:
1. Der Erbbauzins geht eventuellen Grundschulden im Rang vor.
  1. Der Erbbauzins ist zwangsversteigerungsfest vereinbart. In diesem Fall bleibt der Erbbauzins auch im Falle einer Zwangsversteigerung des Erbbaurechts bestehen. Dies kann durch eine entsprechende Stillhalteerklärung eines öffentlich-rechtlichen oder kirchlichen Erbbaurechtsgebers oder durch eine Vereinbarung gemäß § 9 Abs. 3 Nr. 1 ErbbauRG geschehen. In diesen Fällen wird die Erbbauzinsreallast als Wertminderung vom Beleihungswert abgezogen.
  2. Wurde der Erbbauzins nicht zwangsversteigerungsfest vereinbart oder es liegt lediglich eine Stillhalteerklärung einer Privatperson vor, muss die Erbbauzinsreallast (Barwert des Erbbauzinses) als Vorlast vom realkreditfähigen Anteil (Beleihungswert × 60 % abzgl. Wert der Vorlast) in Abzug gebracht werden.
2. Der Erbbauzins geht eventuellen Grundschulden im Range nach.
  1. Liegt eine Stillhalteerklärung des Grundschuldgläubigers vor, bleibt der Erbbauzins im Falle einer Zwangsversteigerung bestehen.  In diesen Fällen wird die Erbbauzinsreallast als Wertminderung vom Beleihungswert abgezogen.
  2. Der Erbbauzins ist nicht zwangsversteigerungsfest vereinbart. In diesem Fall wird der Erbbauzins im Beleihungswert nicht berücksichtigt.

Bei kleineren Objekten wird der Einfachheit halber der Bodenwert oft komplett in Abzug gebracht und dafür keine Abschläge aufgrund des Erbbauzinses mehr gemacht.

### Steuerwertermittlung nach BewG
Nach dem Bewertungsgesetz werden die Steuerwerte eines Erbbaurechts für Zwecke der Erbschaft- und Schenkungsteuer sowie der Grunderwerbsteuer ermittelt (§§ 192 ff. BewG).

### Grunderwerbsteuer
Die Bestellung bzw. die Übertragung des Erbbaurechts ist grunderwerbsteuerpflichtig. Die Bemessungsgrundlage der Grunderwerbsteuer für die Begründung eines Erbbaurechts richtet sich entsprechend Anlage 9a des Bewertungsgesetzes (BewG) nach dem vertraglich geschuldeten Erbbauzins sowie der Restlaufzeit des Erbbaurechts.

#### Berechnungsbeispiel
Quartalsweise zu zahlender Erbbauzins: 1000,- €
Jährlich geschuldeter Erbbauzins: 4000,- €
Restlaufzeit des Erbbaurechts: 60 Jahre
Multiplikator gemäß Anlage 9a BewG: 17,930

Bemessungsgrundlage der Grunderwerbsteuer: 17,93 * 4000 = 71.720,- €
Auf diesen Betrag ist nun der Steuersatz des jeweiligen Bundeslands, in welchem sich das Grundstück befindet, anzusetzen. In NRW beträgt dieser gegenwärtig (Stand Juni 2022) 6,5 %. Folglich betrüge die zu zahlende Grunderwerbsteuer somit 4661,80 €.

### Umsatzsteuer
Das Erbbaurecht unterliegt nicht der Umsatzsteuer.

## International
In Liechtenstein, Österreich und der Schweiz heißt das dem Erbbaurecht entsprechende Rechtsinstitut jeweils Baurecht, siehe Baurecht (Österreich) und Baurecht (Schweiz).

### Monographien und Einzelbeiträge
- Von Oefele, Winkler, Schlögel: Handbuch des Erbbaurechts. 6. Auflage. C.H.Beck, München 2016, ISBN 978-3-406-69596-4.
- Tillmann, Seitz: Wertermittlung von Erbbaurechten und Erbbaugrundstücken. Reguvis Verlag, Köln 2020, ISBN 978-3-8462-0930-1.
- Alfred Werth: Verkaufswertermittlung nach § 21 ErbbauVO: Was ist heute möglich? DLK 1989.
- Matthias Nagel: Erbbaurechte. Eine Alternative Vermögensanlage für Stiftungen. In: Stiftung & Sponsoring. Rote Seiten. 4/2015. ISSN 1438-0617.
- Schwerpunkt 100 Jahre Erbbaurecht, Forum Wohnen und Stadtentwicklung, Heft 4 (2019), ISSN 1867-8815.
- Ingenstau/Hustedt: ErbbauRG, Gesetz über das Erbbaurecht. 12. Auflage, Carl Heymanns Verlag, Hürth 2022, ISBN 978-3-452-29796-9.

### Fachzeitschriften
- Matthias Nagel et al. (Hrsg.): ErbbauZ. Zeitschrift für Erbbaurecht. Begründung, Verwaltung, Beendigung, Steuern, Verfahren. Zweimonatliches Erscheinen, Verlag C.H. Beck.